# Шлюз вібраційний
Шлюз вібраційний — апарат для розділення мінеральних зерен за густиною у струмені рідини, що тече по похилій коливній площині. На Ш.в. збагачують дрібнозернисті руди і піски розсипних родовищ золота, платини, каситериту, вольфраміту та інш.

## Загальний опис
Осн. робочий елемент Ш.в. — вібруючий (частота 1000—1300 хв−1, амплітуда 0,2-0,3 мм) похилий жолоб прямокутного перетину з шорстким покриттям або дерев'яними (металевими) трафаретами. Жолоб кріпиться до рами амортизаторами і приводиться в рух вібратором. Пульпа (крупність матеріалу до 15 мм) при розрідженні Р: Т не менше за 5:1 подається у верх. частину Ш.в. Під час руху по шлюзу важкі мінерали концентруються на його дні між трафаретами або затримуються шорсткою поверхнею покриття, легкі мінерали потоком води виносяться до розвантажувального кінця Ш.в. Ефективність роботи апарата залежить від кута нахилу, швидкості потоку, наповненості жолоба пульпою, частоти видалення мінералів, конструкції трафаретів і шорстких покриттів. Продуктивність Ш.в. при крупності вихідного матеріалу до 15 мм 15-20 м3/год на 1 м ширини шлюзу. Різновид Ш.в. — віброконцентратор трубний.

## Вібраційні багатодечні шлюзи

Вібраційні багатодечні шлюзи з орбітальним рухом дек КШМ-72 і «Бартлез-Мозлі» (рис.) застосовуються для вилучення важких мінералів із тонкоподрібнених продуктів (– 0,071 мм).
Шлюз складається з двох пакетів (по 20 шт.) паралельних гладких дек розміром 1,5×1,2 м, виготовлених зі скловолокна і поліефірних смол. Деки розташовані на невеликій відстані одна від одної і в робочому положенні нахилені під кутом до 3º до горизонту. Декам надають орбітальних коливань у своїй площині під дією дебалансного вібратора, який розташований між пакетами. Кругові коливання дек з похилим потоком сприяють кращому і більш селективному просуванню зерен в потоці: рух важких осілих зерен сповільнюється, що сприяє змиву легких зерен.
Живлення з вмістом твердого близько 10 % системою трубопроводів рівномірно розподіляється на всі 40 дек. Тривалість циклу набору концентрату регулюється і залежно від умов процесу збагачення може бути до 36 хв. По закінченні циклу подача живлення припиняється і виконується споліскування концентрату, що осів на деках. Тривалість споліскування також регулюється і максимально складає 72 с. При споліскуванні кут нахилу дек збільшується до 45º і на кожну з них подається змивна вода (приблизно 0,3 м3/год). Після споліскування шлюз автоматично повертається у вихідне положення і починається новий цикл збагачення.
Для надійної експлуатації орбітальних шлюзів необхідна досить ретельна підготовка збагачуваного матеріалу, яка полягає в видаленні з нього зерен крупніше 100 мкм, трісок, волокон, а в ряді випадків і знешламлювання по класу 5 — 10 мкм.
Переваги орбітальних шлюзів полягають у простоті конструкції, малій металоємності, повній автоматизації процесу і високій (з урахуванням крупності збагачуваного матеріалу) продуктивності, що складає 2,2 — 2,5 т/год. Ступінь концентрації на шлюзі складає 2,5 — 4,0, тому вони застосовуються тільки для попередньої концентрації матеріалу.

## Технічна характеристика шлюзу «Бартлез-Мозлі»

Технічна характеристика шлюзу «Бартлез-Мозлі»